# Martin Weinek
Martin Weinek (ur. 5 czerwca 1964 w Leoben) – austriacki aktor teatralny, telewizyjny i filmowy.

## Życiorys
W latach 1983–1986 studiował dramat pod kierunkiem profesora Petera P. Josta. Debiutował na wiedeńskiej scenie Theater Gruppe 80 w klasycznej komedii Moliera Szelmostwa Skapena (Les Fourberies de Scapin, 1986). Na ekranie miał swój pierwszy mały udział w filmie Po sezonie, gdzie grał chłopoaka w windzie oraz zagrał w obrazie Odpadomania (Müllomania, 1988). Występował m.in. w spektaklu Podróż do raju (Der Lechner Edi schaut ins Paradies, 1987) w Ruhrfestspiele Recklinghausen i dramacie szekspirowskim Makbet w Jura Soyfertheater (1988–1989), w sezonie 1990–1991 był reżyserem w Hernalser City Theater. Sławę międzynarodową zawdzięcza kreacji inspektora Fritza Kunza w serialu kryminalnym Sat 1 Komisarz Rex (Kommissar Rex).
Jest żonaty z Evą, z którą studiował aktorstwo. W 1993 roku zajął się uprawą trzech hektarów winnicy w pobliżu Heiligenbrunn, w powiecie Güssing.

## Filmografia

### Filmy kinowe
- 2005: Grenzverkehr jako Tai
- 2004: Silentium jako Kierownik oddziału
- 1994: Parkplatz
- 1988: Nachsaison
- 1988: Odpadomania (Müllomania)

### Filmy TV
- 2008: Die Alpenklinik – Aus heiterem Himmel jako Dr Alois Kamm
- 2005: Zwei Weihnachtshunde
- 1998: Rennlauf

### Seriale TV
- 2007: Die Rosenheim-Cops
- 2006: Unter weißen Segeln
- 2005: Vier Frauen und ein Todesfall jako Wielander
- 1999–2004, 2008-: Komisarz Rex (Kommissar Rex) jako Inspektor Fritz Kunz
- 1995: Geschichten aus Österreich
- 1992: Kaisermühlen Blues
- 1989: Calafati Joe
- 1985: Familie Merian